# Gustav Gündel
Gotthilf Gustav Gündel (* 4. September 1794 in Johanngeorgenstadt; † 1. Dezember 1860 in Zürich) war ein deutscher evangelischer Theologe, Erzieher und Mäzen. Er gilt als interkultureller Vermittler des Frizzoni-Kreises in Bergamo, durch den mehrere deutsche Dichter und Kunstschaffende in Italien gefördert wurden.

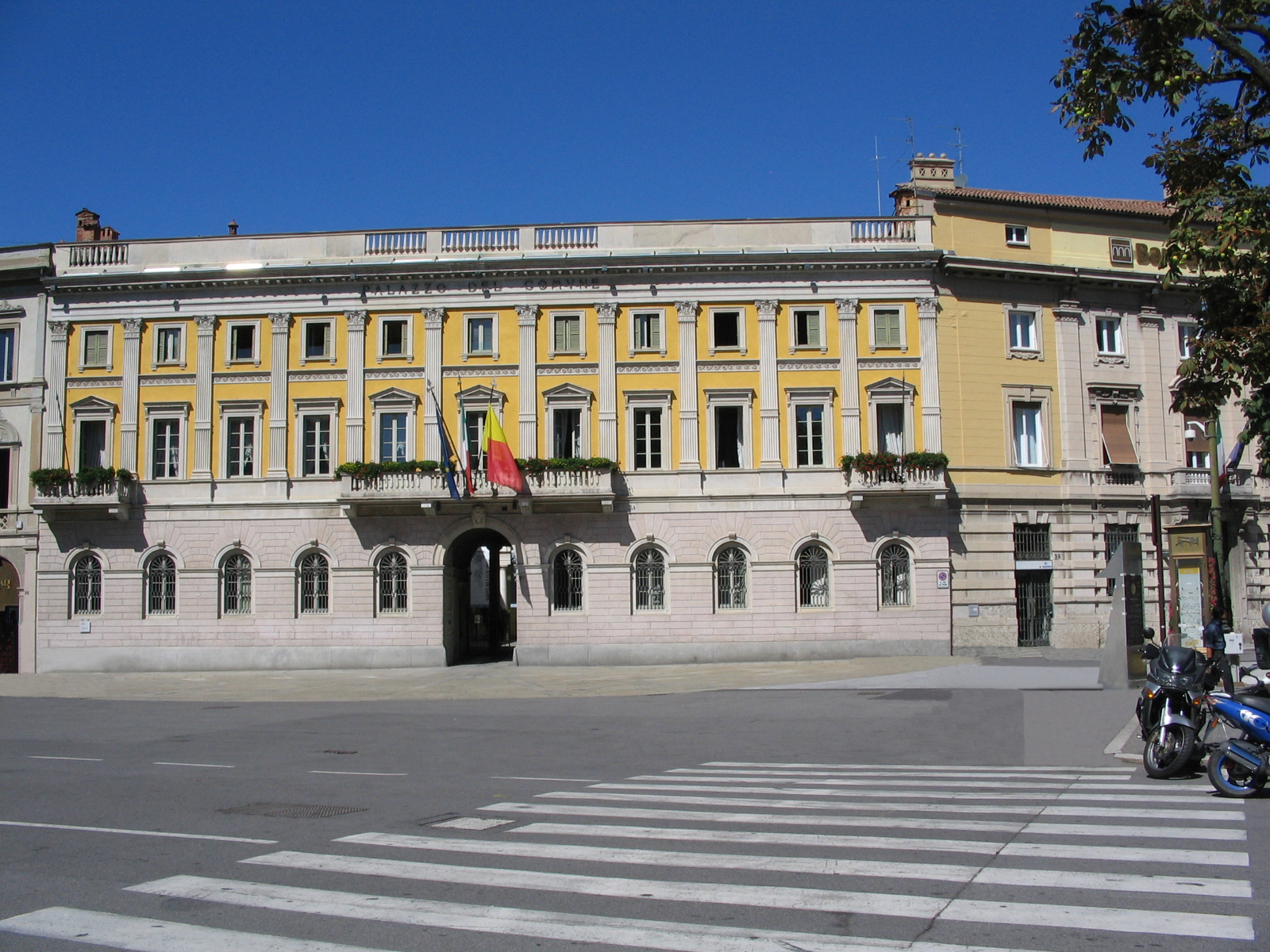
Palazzo Frizzoni in Bergamo – Gündels Wirkungsstätte

## Leben
Der Sohn des Bürgermeisters und Coinspektors von Johanngeorgenstadt besuchte von 1807 bis zum 8. Januar 1813 die Landesschule Pforta und studierte von 1813 bis 1817 Theologie, Philosophie und Philologie an der Universität Leipzig, wo er zum Dr. phil. promovierte. 1818 ging er als Hauslehrer nach Bergamo in Italien, wo er die Kaufmannssöhne Giovanni Leonardo und Federico Frizzoni, die aus einer nach Italien ausgewanderten Familie aus Graubünden stammten, in deutscher Sprache unterrichtete. Bis zum Herbst 1826 blieb Gündel in Bergamo und Neapel, unterbrochen von längeren Bildungsreisen mit seinen Zöglingen.
Aus Italien kehrte er kurzzeitig zu seinen Verwandten in seine Geburtsstadt im sächsischen Erzgebirge zurück. Weil er sich dort aber wegen der provinziellen Enge nicht wohlfühlte, zog er wieder nach Italien, wo er Pfarrer der evangelischen Gemeinde in Bergamo wurde und weiter im Hause Frizzoni als Erzieher wirkte. Mit seiner Arbeit nahm er eine Schlüsselposition bei der Förderung deutscher Künstler in Bergamo und Neapel ein. Während dieser Zeit lernte er den nach Italien geflüchteten, wie er selbst homosexuellen Dichter August Graf von Platen-Hallermünde näher kennen, mit dem ihn bis zu dessen Tod eine innige Freundschaft verband.
Gündel starb unverheiratet im 67. Lebensjahr in der Schweiz.

## Wirken
Gündel gilt als interkultureller Vermittler innerhalb des Frizzoni-Kreises in Bergamo, durch den mehrere deutsche Dichter und Kunstschaffende in Italien gefördert wurden. Er vermittelte von Platen 1828 die Bekanntschaft zu der reich begüterten Familie Frizzoni und war außerdem eng mit dem Maler Carl Götzloff und dem Kunsthistoriker Karl Friedrich von Rumohr befreundet. „Der feine Gelehrte“ war mehrere Jahrzehnte Mitglied der deutschen Künstlergemeinde in Neapel, deren Senior der Maler Florian Grospietsch war und zu der zeitweilig u. a. der Diplomat Heinrich von Arnim, der Nazarener Theodor Rehbenitz, der Dichter Wilhelm Waiblinger und der Maler und Schriftsteller August Kopisch gehörten.
Gündel war ein Goethe-Enthusiast. Seine Leidenschaft war so groß, dass er einen persönlichen Kontakt zu Johann Wolfgang von Goethe suchte und herstellte. Er selbst versuchte sich an einigen Dichtungen, die nach seinem Tod in Leipzig für seine Freunde als Sammelband publiziert wurden.

## Werke
- Aus dem Nachlasse Gustav Gündel’s: Für seine Freunde gesammelt, Leipzig: Giesecke & Devrient, 1861.